# استپ آپ سه‌بعدی
استپ آپ سه‌بعدی (انگلیسی: Step Up 3D) فیلمی در ژانر رمانتیک، موزیکال، و درام به کارگردانی جان ام. چو است که در سال ۲۰۱۰ منتشر شد. از بازیگران آن می‌توان به شارنی وینسن، آدام جی. سوانی، آلیسون استونر، و هری شام جونیور اشاره کرد.